# Гутт, Иван Фёдорович
Иван Фёдорович Гутт (24 июня (6 июля) 1879 года, Таганрог или Ростов-на-Дону, Российская империя — 1933) — российский и советский химик, ученик Н. Д. Зелинского. Член Русского физико-химического общества.

## Биография
Иван Фёдорович Гутт (настоящее имя Иоганн Отто Фридрих Август) родился 24 июня (6 июля) 1879 года в семье прусских подданных — музыканта Фридриха Августа Гутта и домохозяйки Берты Иоганны Кох. Относительно места рождения И. Ф. Гутта существуют противоречивые сведения. Согласно копии свидетельства о крещении, а также его автобиографии, местом рождения указан Таганрог. Однако в метрической книге о рождении, обнаруженной в Государственном архиве Ростовской области, в качестве места рождения записан Ростов-на-Дону, тогда как Таганрог упомянут лишь как место крещения, состоявшегося 8 августа 1879 года.
Курс среднего образования И. Ф. Гутт прошёл в Московской 7-й мужской гимназии. Во время обучения в восьмом классе, 8 октября 1896 года, он принял по обряду лютеранской церкви присягу на подданство Российской империи. В апреле 1897 года Гутт прошёл конфирмацию в московской лютеранской церкви Святых Петра и Павла, а в том же году окончил гимназию с золотой медалью, выделившись успехами в математике, физике и логике.
15 июля 1897 года поступил на естественно-историческое отделение физико-математического факультета Московского университета. В 1901 году завершил обучение, представив выпускную работу «Серная кислота; её получение и свойства», которая, несмотря на ошибку в уравнении реакции обжига пирита (2FeS₂ + 7O = Fe₂O₃ + 2SO₂ вместо 4FeS₂ + 11O₂ → 2Fe₂O₃ + 8SO₂), получила оценку «весьма удовлетворительно» от Н. Д. Зелинского. Сочинение «Амиды углекислоты и их производные», написанное для оставления при университете, Зелинский охарактеризовал как труд, «заключающий всё существенное и важное, что известно по этому вопросу».
С 1902 по 1904 год под руководством Н. Д. Зелинского изучал синтез нафтеновых соединений с использованием магнийорганических реагентов. В 1904 году Учёный комитет признал его работы «вполне удовлетворительными», а 13 мая 1904 года Гутт был избран членом Русского физико-химического общества.
7 февраля 1905 года назначен сверхштатным лаборантом Московского университета, 28 апреля 1906 года утверждён в чине коллежского секретаря. В 1908 году занял должность штатного лаборанта, получив чин титулярного советника, а 1 января 1909 года награждён орденом Святого Станислава III степени.
В 1911 году, после массового ухода преподавателей из университета в знак протеста против политики Министерства народного просвещения (см. Дело Кассо), Гутт временно возглавил лабораторию органической химии. В том же году сдал экзамен на степень магистра химии, о чём упоминается в его автобиографии, хотя документальное подтверждение не сохранилось. 2 апреля 1912 года подал прошение об отставке, сославшись на намерение «поступить на службу на нефтяной завод Шибаева в Баку». В некрологе 1933 года высказывается предположение, что отъезд мог быть связан с солидарностью к Зелинскому.
После переезда в Баку занимался прикладной нефтехимией. С 1918 года преподавал в Азербайджанском политехническом институте, а в 1920 году стал деканом химического факультета. Его работы этого периода посвящены анализу нефтяных фракций и каталитическим процессам.
С 1904 года был женат на Клавдии Степановне Удаловой; в семье родились трое детей, включая сына Георгия (крещён 31 мая (13 июня) 1911 года).
Скончался в 1933 году.

## Награды
- Орден Святого Станислава III степени (1 (14) января 1909)